# Niccolò II Correggio
Niccolò II Correggio el pòstum era fill de Niccolò I Correggio i va succeir al seu pare (mort el 1449) quan va néixer pòstumament el febrer de 1450. Va ser comte sobirà de Correggio i del Sacre Imperi Romà per investidura concedida per l'emperador a Modena el 18 de maig de 1452. Va ser també comte de Castellazzo (en feu del duc de Milà, gener 1481) però en va ser desposseït el 1495. Va ser senyor de Campagnola, Rossena i Fabbrico.
Patrici de Parma i Venècia i cavaller imperial armat a Modena el 18 de maig de 1452. Va obtenir del duc de Milà el privilegi de quartejar el seu blasó amb el dels Visconti i portar el cognom Correggio Visconti (gener del 1481).
Capità de l'exèrcit de Venècia (febrer del 1475) va passar al servei de Milà (setembre de 1475). Capità de l'exèrcit del duc de Ferrara (1479), del duc de Milà (gener del 1481), conseller del duc de Milà (1481). Capità de l'exèrcit del Papa (abril del 1486) 
Ambaixador milanès davant el Papa (1492).
Va morir a Ferrara el febrer del 1508. Es va casar el 1472 amb Cassandra Colleoni amb la que va tenir cinc fills: Giangaleazzo Correggio Visconti, Beatrice, Eleanora, Cornèlia i Isotta.